# Thomas M. Ferrell

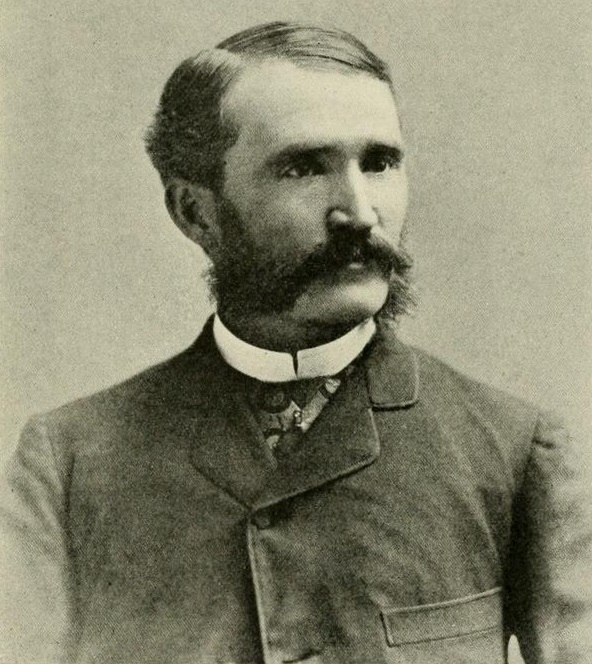
Thomas M. Ferrell

Thomas Merrill Ferrell (* 20. Juni 1844 in Glassboro, Gloucester County, New Jersey; † 20. Oktober 1916 ebenda) war ein US-amerikanischer Politiker. Zwischen 1883 und 1885 vertrat er den Bundesstaat New Jersey im US-Repräsentantenhaus.

## Werdegang
Thomas Ferrell besuchte die öffentlichen Schulen seiner Heimat und absolvierte danach eine akademische Ausbildung. In den folgenden Jahren arbeitete er in der Glasindustrie. Zwischen 1878 und 1883 war er Präsident der Hollow Ware Glassworkers’ Association. Gleichzeitig begann er als Mitglied der Demokratischen Partei eine politische Laufbahn. In den Jahren 1872 und 1873 gehörte er dem Stadtrat seiner Heimatgemeinde an; von 1885 bis 1890 war er Mitglied im dortigen Schulausschuss. Im Jahr 1887 fungierte er als dessen Präsident. Von 1879 bis 1880 war Ferrell Abgeordneter in der New Jersey General Assembly, danach saß er von 1880 bis 1881 im Staatssenat.
Bei den Kongresswahlen des Jahres 1882 wurde Ferrell im ersten Wahlbezirk von New Jersey in das US-Repräsentantenhaus in Washington, D.C. gewählt, wo er am 4. März 1883 die Nachfolge von George M. Robeson antrat. Da er im Jahr 1884 dem Republikaner George Hires unterlag, konnte er bis zum 3. März 1885 nur eine Legislaturperiode im Kongress absolvieren. Nach dem Ende seiner Zeit im US-Repräsentantenhaus arbeitete Ferrell als Verkäufer für Glasprodukte. Er starb am 20. Oktober 1916 in seinem Geburtsort Glassboro, wo er auch beigesetzt wurde.